# Libavské Údolí
Libavské Údolí (německy Liebauthal) je obec v okrese Sokolov v Karlovarském kraji. Žije zde 535 obyvatel.

## Historie
První písemná zmínka o obci pochází z roku 1829. Součástí obce je i osada Kolová, původně Kagerava (německy Kagerau), podle níž se obec do roku 1950 nazývala.

## Obyvatelstvo
Při sčítání lidu v roce 1921 zde (tehdy ještě pod názvem Kagerava) žilo 1 115 obyvatel, z nichž bylo 22 Čechoslováků, 1 068 Němců a 25 cizinců. K římskokatolické církvi se hlásilo 1 068 obyvatel, k evangelické 19 obyvatel, 22 k církvi izraelitské, tři k jiné církvi a tři byli bez vyznání.
| Rok            | 1869 | 1880 | 1890 | 1900 | 1910 | 1921 | 1930 | 1950 | 1961 | 1970 | 1980 | 1991 | 2001 | 2011 | 2021 |
| -------------- | ---- | ---- | ---- | ---- | ---- | ---- | ---- | ---- | ---- | ---- | ---- | ---- | ---- | ---- | ---- |
| Počet obyvatel | 191  | —    | —    | 453  | 829  | —    | 981  | 681  | 731  | 534  | 365  | 618  | 563  | 559  | 489  |
| Počet domů     | 33   | —    | —    | 17   | 30   | 34   | 52   | 89   | 80   | 58   | 30   | 61   | 54   | 61   | 80   |

| Rok            | 1869 | 1880 | 1890 | 1900 | 1910  | 1921  | 1930  | 1950 | 1961 | 1970 | 1980 | 1991 | 2001 | 2011 | 2021 |
| -------------- | ---- | ---- | ---- | ---- | ----- | ----- | ----- | ---- | ---- | ---- | ---- | ---- | ---- | ---- | ---- |
| Počet obyvatel | 296  | 390  | 286  | 694  | 1 128 | 1 115 | 1 250 | 776  | 731  | 594  | 587  | 627  | 589  | 590  | 489  |
| Počet domů     | 35   | 40   | 40   | 54   | 70    | 73    | 93    | 89   | 80   | 75   | 67   | 72   | 73   | 76   | 80   |

## Obecní správa
Mezi lety 1850–1899 Libavské Údolí patřilo jako osada obce ke Kamennému Dvoru v okrese Falknov. Od roku 1900 je obcí v okrese Sokolov (v letech 1900–1910 okres Falknov a v letech 1921–1930 okres Falknov nad Ohří). V letech 1961 až 1990 k obci patřila Šabina.

### Obecní symboly
Znak a vlajka byly obci uděleny rozhodnutím předsedy Poslanecké sněmovny Parlamentu České republiky dne 8. června 2004.

## Pamětihodnosti
Jižně od vesnice se na vrchu Hradiště nad soutokem Malé Libavy a Libavy nachází pozůstatky neúspěšného pokusu o založení středověkého města a snad také hradu Kager.